# 巴泰凱高原
巴泰凱高原（法語：Plateaux Batéké）是非洲中部的高原，位於剛果共和國和加蓬接壤的邊界，海拔高度550至830米，最高點海拔高度1,042米，蘊藏著豐富的錳礦，古時是火山區域，是加蓬最炎熱和乾燥的地區。加彭在此設有巴泰凱高原國家公園。